# Love your life
《love your life》，是豐崎愛生的第一張單曲。在2009年10月28日由Sony Music發行。

## 概要
- 由於在聲優組合sphere表現活躍，豐崎愛生以個人名義出首張單曲，收錄了2首歌在單曲內。
- 發行日2009年10月28日是豐崎23歳生日。
- 分別以初回限定盤和通常盤DVD售出。

## 收錄曲
通常盤
1. love your life（愛你的生活） [5:03]
  - 作詞・作曲：Rie fu、編曲：馬場一嘉
2. 何かが空を飛んでくる（什麼飛越了天空呢）[4:35]
  - 作詞・作曲：谷山浩子、編曲：石井AQ
3. love your life (Instrumental)
4. 何かが空を飛んでくる (Instrumental)

DVD（初回限定盤）
1. love your life (Music Clip)
2. love your life (TV-Spot 15sec/30sec)

## 外部連結
- . (Sony Music).   [2009年11月3日]. （原始内容存档于2010年3月14日）.